# Dominique Caillaud
Pour les articles homonymes, voir Caillaud.
Dominique Caillaud, né le 20 mai 1946 à L'Herbergement (Vendée), est un homme politique français. 
Il est notamment député de la Vendée de 1997 à 2012.

## Situation personnelle

### Famille
Son père, Martial Caillaud, est maire de L'Herbergement de 1965 à 1987 et conseiller général pour le canton de Rocheservière de 1973 à 1987. Son oncle, Paul Caillaud, est maire de La Roche-sur-Yon (1961-1977) et député de la Vendée (1967-1978).
L'un des fils de Dominique Caillaud, Laurent, gendre du député Jean-Luc Préel, est conseiller municipal centriste de La Roche-sur-Yon à partir de 2001.

### Études et carrière
Licencié en sciences économiques (1968) et en aménagement rural et urbain (1969), Dominique Caillaud est successivement directeur commercial de la société familiale Vendée Matériaux (1970-1982), secrétaire général de la Sateg (1982-1985), agent général d'assurances, puis administrateur de la SA Moreau Caillaud Immobilier à La Roche-sur-Yon, président du conseil de surveillance du groupe VM Matériaux de 2007 à 2010.

## Parcours politique
Maire de Saint-Florent-des-Bois de 1977 à 2008, conseiller général de la Vendée (pour le canton de La Roche-sur-Yon-Sud) de 1988 à 2001, Dominique Caillaud est élu député le 1er juin 1997 dans la 2e circonscription de la Vendée. Il est réélu à l’Assemblée nationale en 2002 et 2007.
Membre de l'UDF, il en est exclu en mai 1997 en raison de sa candidature dissidente à la députation face au représentant investi par le parti, Bernard Suaud, qu'il devance au premier tour. Il bénéficie du soutien de Philippe de Villiers, président du conseil général de la Vendée et dirigeant de La Droite indépendante, alliance lancée à l’occasion de ces élections législatives et sous l’étiquette de laquelle se présente Dominique Caillaud.
Il siège sur les bancs des non-inscrits de 1997 à 2002, puis rejoint le groupe UMP. Il est membre de la commission de la Défense de l'Assemblée nationale, pour laquelle il rédige notamment un rapport sur les petites et moyennes entreprises (PME) et la défense nationale avec le député Jean Michel.
À nouveau candidat aux élections législatives de 2012, il est battu de justesse au second tour par la socialiste Sylviane Bulteau.

## Détail des mandats et fonctions
- Maire de Saint-Florent-des-Bois (Vendée) de 1977 à 2008.
- Conseiller général de la Vendée de 1989 à 2001.
- Président de la communauté de communes du Pays-Yonnais de 1995 à 1998.
- Président de l'Association des maires de la Vendée de 1995 à 2008.
- Député de la deuxième circonscription de la Vendée de 1997 à 2012.
- Président de l'Association française pour l'information géographique (AFIGéO) de 2003 à 2017.